# Небојша Поповић (филмски критичар)
Небојша Поповић (Краљево, 1958 — Београд, 3. октобар 2015) био је српски филмски критичар и уредник. Поповић је био један од најугледнијих филмских критичара у Србији. Радио је као ТВ уредник, уредник филмског програма и аутор емисија о филму. Његова најпознатија ауторска емисија је Други век, емисија о филму која се емитовала на РТС-у од 1997. године и која представља антологију најзначајнијих српских филмских стваралаца. У његову част 2016. године установљена је Награда Небојша Поповић за допринос промоцији и критичком промишљању филмске уметности и културе.

## Биографија
Небојша Поповић рођен је у Краљеву 1958. године. У Београду је завршио Филолошки факултет и након тога запослио се у Телевизији Београд (данас Радио телевизија Србије), где је радио до краја живота.
У Телевизији Београд Небојша Поповић почео је да ради 1982. године. Као новинар је почео да ради у Београдској хроници, био је уредник вести, емисије 24 часа, водитељ и уредник Трећег дневника.
Од 2002. до 2004. био је и уредник Филмског програма РТС-а. Био је аутор телевизијских монографија о најзначајнијим светским филмским ауторима, а његова емисија Други век, која се на РТС-у емитује од 1997. године, представља антологију најзначајнијих, српских филмских стваралаца. Био је и један је од уредника емисије Метрополис.
Као члан међународне секције филмских критичара FIPRESCI Србија учествовао је у раду жирија на многим страним и домаћим фестивалима. Био је селектор око 20 филмских фестивала посвећених значајним европским кинематографијама.
Као гост уредник Филмског програма Културног центра Београда представљао је најзначајнија савремена остварења европског филма.
Умро је у 2015. године у Београду, у 57. години живота.

## Награде
Године 1993. Небојша Поповић добио је награду Института за филм (данашњи Филмски центар Србије), за најбољу филмску критику.

## Дела
Године 2013 Небојша Поповић објавио је књигу Додир вечности, посвећену стваралаштву 26 аутора који су од 2000. године добили награду Александар Лифка за допринос европском филму, коју додељује Фестивал европског филма на Палићу. Књига је објављена у издању фестивала и Југословенске кинотеке. Године 2018. објављено је и допуњено издање ове књиге. Као аутор је, поред Поповића, потписан Иван Аранђеловић.